# 2014-es fedett pályás atlétikai világbajnokság
A 2014-es fedett pályás atlétikai világbajnokságot március 7. és március 9. között rendezték Sopotban, Lengyelországban. A férfiaknál és a nőknél is 13 versenyszámot rendeztek. Az eseményt az Ergo Arénában bonyolították le.

## Éremtáblázat
(A táblázatban a rendező nemzet eltérő háttérszínnel kiemelve.)
| Helyezés | Nemzet           | Arany | Ezüst | Bronz | Összesen |
| 1.       | Egyesült Államok | 8     | 2     | 2     | 12       |
| 2.       | Oroszország      | 3     | 2     | 0     | 5        |
| 3.       | Etiópia          | 2     | 2     | 1     | 5        |
| 4.       | Nagy-Britannia   | 1     | 2     | 3     | 6        |
| 5.       | Jamaica          | 1     | 2     | 2     | 5        |
| 6.       | Lengyelország    | 1     | 2     | 0     | 3        |
| 7.       | Csehország       | 1     | 1     | 1     | 3        |
| 7.       | Franciaország    | 1     | 1     | 1     | 3        |
| 7.       | Kuba             | 1     | 1     | 1     | 3        |
| 10.      | Kenya            | 1     | 1     | 0     | 2        |
| 11.      | Katar            | 1     | 0     | 1     | 2        |
| 11.      | Svédország       | 1     | 0     | 1     | 2        |
| 11.      | Új-Zéland        | 1     | 0     | 1     | 2        |
| 14.      | Brazília         | 1     | 0     | 0     | 1        |
| 14.      | Dzsibuti         | 1     | 0     | 0     | 1        |
| 14.      | Görögország      | 1     | 0     | 0     | 1        |
| 14.      | Hollandia        | 1     | 0     | 0     | 1        |
| 18.      | Németország      | 0     | 3     | 0     | 3        |
| 19.      | Bahama-szigetek  | 0     | 1     | 2     | 3        |
| 19.      | Ukrajna          | 0     | 1     | 2     | 3        |
| 21.      | Fehéroroszország | 0     | 1     | 1     | 2        |
| 21.      | Kanada           | 0     | 1     | 1     | 2        |
| 21.      | Kína             | 0     | 1     | 1     | 2        |
| 24.      | Ausztrália       | 0     | 1     | 0     | 1        |
| 24.      | Elefántcsontpart | 0     | 1     | 0     | 1        |
| 25.      | Bahrein          | 0     | 0     | 1     | 1        |
| 25.      | Belgium          | 0     | 0     | 1     | 1        |
| 25.      | Marokkó          | 0     | 0     | 1     | 1        |
| 25.      | Spanyolország    | 0     | 0     | 1     | 1        |
| 25.      | Szerbia          | 0     | 0     | 1     | 1        |
| Összesen | Összesen         | 27    | 26    | 25    | 78       |

## Érmesek
- WR – világrekord
- CR – világbajnoki rekord
- AR – kontinensrekord
- NR – országos rekord
- PB – egyéni rekord
- WL – az adott évben aktuálisan a világ legjobb eredménye
- SB – az adott évben aktuálisan az egyéni legjobb eredmény

### Férfi
| Versenyszám     | Arany | Arany      | Ezüst                                                                                               | Ezüst        | Bronz | Bronz        |
| --------------- | --- | ---------- | --------------------------------------------------------------------------------------------------- | ------------ | --- | ------------ |
| 60 m            | Richard Kilty · Nagy-Britannia                                                                                         | 6,49 PB    | Marvin Bracy · Egyesült Államok                                                                     | 6,51         | Femi Ogunode · Katar                                                                                         | 6,52         |
| 400 m           | Pavel Maslák · Csehország                                                                                              | 45,24 NR   | Chris Brown · Bahama-szigetek                                                                       | 45,58 PB     | Kyle Clemons · Egyesült Államok                                                                              | 45,74        |
| 800 m           | Mohammed Aman · Etiópia                                                                                                | 1:46,40    | Adam Kszczot · Lengyelország                                                                        | 1:46,76      | Andrew Osagie · Nagy-Britannia                                                                               | 1:47,10      |
| 1500 m          | Ayanleh Souleiman · Dzsibuti                                                                                           | 3:37,52    | Aman Wote · Etiópia                                                                                 | 3:38,08      | Abd el-Áti Ígíder · Marokkó                                                                                  | 3:38,21      |
| 3000 m          | Caleb Mwangangi Ndiku · Kenya                                                                                          | 7:54,94    | Bernard Lagat · Egyesült Államok                                                                    | 7:55,22      | Dejen Gebremeskel · Etiópia                                                                                  | 7:55,39      |
| 60 m gát        | Omo Osaghae · Egyesült Államok                                                                                         | 7,45       | Pascal Martinot-Lagarde · Franciaország                                                             | 7,46         | Garfield Darien · Franciaország                                                                              | 7,47 PB      |
| 4 × 400 m váltó | Egyesült Államok · Kyle Clemons · David Verburg · Kind Butler III · Calvin Smith · Clayton Parros* · Rickey Babineaux* | 3:02,13 WR | Nagy-Britannia · Conrad Williams · Jamie Bowie · Luke Lennon-Ford · Nigel Levine · Michael Bingham* | 3:03,49      | Jamaica · Errol Nolan · Allodin Fothergill · Akheem Gauntlett · Edino Steele · Dane Hyatt* · Jermaine Brown* | 3:03,69 NR   |
| Magasugrás      | Mutazz Ísza Barsim · Katar                                                                                             | 238 cm AR  | Ivan Uhov · Oroszország                                                                             | 238 cm       | Andrij Procenko · Ukrajna                                                                                    | 236 cm PB    |
| Rúdugrás        | Konsztandínosz Filipídisz · Görögország                                                                                | 580 cm SB  | Malte Mohr · Németország                                                                            | 580 cm       | Jan Kudlička · Csehország                                                                                    | 580 cm       |
| Távolugrás      | Mauro Vinícius da Silva · Brazília                                                                                     | 828 cm NR  | Li Jinzhe · Kína                                                                                    | 823 cm SB    | Michel Tornéus · Svédország                                                                                  | 821 cm SB    |
| Hármasugrás     | Ljukman Adamsz · Oroszország                                                                                           | 17,37 m    | Ernesto Revé · Kuba                                                                                 | 17,33 m      | Pedro Pablo Pichardo · Kuba                                                                                  | 17,24 m      |
| Súlylökés       | Ryan Whiting · Egyesült Államok                                                                                        | 22,05      | David Storl · Németország                                                                           | 21,79 SB     | Tomas Walsh · Új-Zéland                                                                                      | 21,26 AR     |
| Hétpróba        | Ashton Eaton · Egyesült Államok                                                                                        | 6632 pont  | Andrej Kravcsanka · Fehéroroszország                                                                | 6303 pont NR | Thomas Van der Plaetsen · Belgium                                                                            | 6259 pont NR |

*= csak az előfutamban szerepelt

### Női
| Versenyszám     | Arany | Arany               | Ezüst | Ezüst        | Bronz                                                                                                 | Bronz        |
| --------------- | --- | ------------------- | --- | ------------ | --- | ------------ |
| 60 m            | Shelly-Ann Fraser-Pryce · Jamaica                                                                                            | 6,98 WL             | Murielle Ahouré · Elefántcsontpart                                                                                           | 7,01 SB      | Tianna Bartoletta · Egyesült Államok                                                                  | 7,06 SB      |
| 400 m           | Francena McCorory · Egyesült Államok                                                                                         | 51,12               | Kaliese Spencer · Jamaica | 51.54 PB     | Shaunae Miller · Bahama-szigetek                                                                      | 52,06        |
| 800 m           | Chanelle Price · Egyesült Államok                                                                                            | 2:00,09 WL          | Angelika Cichocka · Lengyelország                                                                                            | 2:00,45      | Marina Arzamaszava · Fehéroroszország                                                                 | 2:00,89 PB   |
| 1500 m          | Abeba Aregawi · Svédország                                                                                                   | 4:00,61             | Axumawit Embaye · Etiópia | 4:07,12 PB   | Nicole Sifuentes · Kanada                                                                             | 4:07,61 NR   |
| 3000 m          | Genzebe Dibaba · Etiópia | 8:55,04             | Hellen Onsando Obiri · Kenya                                                                                                 | 8:57,72      | Marjam Dzsamál · Bahrein                                                                              | 8:59.16      |
| 60 m gát        | Nia Ali · Egyesült Államok                                                                                                   | 7,80 PB             | Sally Pearson · Ausztrália                                                                                                   | 7,85         | Tiffany Porter · Nagy-Britannia                                                                       | 7,86 SB      |
| 4 × 400 m váltó | Egyesült Államok · Natasha Hastings · Joanna Atkins · Francena McCorory · Cassandra Tate · Jernail Hayes* · Monica Hargrove* | 3:24.83             | Jamaica · Patricia Hall · Anneisha McLaughlin · Kaliese Spencer · Stephenie Ann McPherson · Verone Chambers* · Natoya Goule* | 3:26.54      | Nagy-Britannia · Eilidh Child · Shana Cox · Margaret Adeoye · Christine Ohuruogu · Victoria Ohuruogu* | 3:27.90      |
| Magasugrás      | Marija Kucsina · Oroszország · Kamila Lićwinko · Lengyelország                                                               | 200 cm SB 200 cm NR | Nem adták ki | Nem adták ki | Ruth Beitia · Spanyolország                                                                           | 200 cm SB    |
| Rúdugrás        | Yarisley Silva · Kuba | 470 cm              | Anzselika Szidorova · Oroszország · Jiřina Svobodová · Csehország                                                            | 470 cm       | Nem adták ki                                                                                          | Nem adták ki |
| Távolugrás      | Éloyse Lesueur · Franciaország                                                                                               | 685 cm              | Katarina Johnson-Thompson · Nagy-Britannia                                                                                   | 681 cm PB    | Ivana Španović · Szerbia                                                                              | 677 cm       |
| Hármasugrás     | Jekatyerina Konyeva · Oroszország                                                                                            | 14,46 m             | Olha Szaladuha · Ukrajna | 14,45 m      | Kimberly Williams · Jamaica                                                                           | 14,39 m SB   |
| Súlylökés       | Valerie Adams · Új-Zéland | 20,67 m WL          | Christina Schwanitz · Németország                                                                                            | 19,94 m      | Kung Li-csiao · Kína                                                                                  | 19,24 m SB   |
| Ötpróba         | Nadine Broersen · Hollandia                                                                                                  | 4830 WL, NR         | Brianne Theisen-Eaton · Kanada                                                                                               | 4768 NR      | Alina Fjodorova · Ukrajna                                                                             | 4724 PB      |

*= csak az előfutamban szerepelt

## Részt vevő nemzetek
- Albánia (1)
- Amerikai Szamoa (1)
- Amerikai Virgin-szigetek (2)
- Andorra (1)
- Angola (1)
- Anguilla (1)
- Argentína (1)
- Aruba (1)
- Ausztrália (3)
- Ausztria (2)
- Azerbajdzsán (1)
- Bahama-szigetek (11)
- Bahrein (2)
- Belgium (4)
- Bolívia (1)
- Bosznia-Hercegovina (1)
- Brazília (7)
- Brit Virgin-szigetek (1)
- Bulgária (2)
- Burkina Faso (1)
- Chile (1)
- Ciprus (1)
- Comore-szigetek (1)
- Cook-szigetek (1)
- Costa Rica (1)
- Csehország (9)
- Dánia (2)
- Dél-afrikai Köztársaság (6)
- Dominikai Közösség (1)
- Dominikai Köztársaság (3)
- Dzsibuti (2)
- Egyesült Államok (62)
- Egyesült Arab Emírségek (2)
- Egyiptom (1)
- Egyenlítői-Guinea (1)
- Elefántcsontpart (1)
- Északi-Mariana-szigetek (1)
- Észtország (2)
- Etiópia (11)
- Fehéroroszország (9)
- Finnország (3)
- Franciaország (7)
- Francia Polinézia (1)
- Gabon (1)
- Ghána (1)
- Gibraltár (1)
- Görögország (5)
- Grenada (1)
- Grúzia (1)
- Guam (1)
- Guyana (2)
- Haiti (1)
- Antigua és Barbuda (1)
- Hollandia (14)
- Honduras (1)
- Hongkong (1)
- Horvátország (3)
- India (1)
- Irak (1)
- Irán (2)
- Írország (5)
- Izland (2)
- Izrael (1)
- Jamaica (23)
- Japán (6)
- Kajmán-szigetek (1)
- Kanada (9)
- Katar (4)
- Kazahsztán (4)
- Kenya (8)
- Kína (14)
- Kirgizisztán (1)
- Kongó (1)
- Kuba (6)
- Kuvait (1)
- Lengyelország (37)
- Lesotho (1)
- Lettország (1)
- Libanon (1)
- Litvánia (1)
- Luxemburg (1)
- Észak-Macedónia (1)
- Madagaszkár (1)
- Magyarország (2)
- Makaó (1)
- Mali (1)
- Málta (1)
- Marokkó (1)
- Marshall-szigetek (1)
- Mauritius (1)
- Mexikó (1)
- Mikronézia (1)
- Moldova (1)
- Monaco (1)
- Nagy-Britannia (35)
- Nauru (1)
- Németország (21)
- Nicaragua (1)
- Nigéria (12)
- Norvégia (1)
- Olaszország (12)
- Omán (1)
- Oroszország (38)
- Örményország (1)
- Pakisztán (1)
- Palesztina (1)
- Panama (2)
- Pápua Új-Guinea (1)
- Paraguay (1)
- Peru (1)
- Portugália (4)
- Puerto Rico (1)
- Románia (11)
- Saint Kitts és Nevis (2)
- Saint Lucia (1)
- Saint Vincent és a Grenadine-szigetek (1)
- San Marino (1)
- Seychelle-szigetek (1)
- Sierra Leone (1)
- Spanyolország (13)
- Svájc (1)
- Svédország (7)
- Szamoa (1)
- Szenegál (1)
- Szerbia (2)
- Szingapúr (1)
- Szlovákia (2)
- Szlovénia (4)
- Szomália (1)
- Szudán (1)
- Szváziföld (1)
- Tádzsikisztán (1)
- Tajvan (1)
- Törökország (3)
- Új-Zéland (5)
- Ukrajna (19)
- Uruguay (1)
- Üzbegisztán (2)
- Zambia (1)
- Zimbabwe (2)

## A magyar sportolók eredményei
Magyarország a világbajnokságon két sportolóval képviseltette magát.